# Troy (Vermont)
Troy – miasto w Stanach Zjednoczonych, w stanie Vermont, w hrabstwie Orleans.